# Artamet
Artamet (en arménien Արտամետ) est une communauté rurale du marz d'Armavir, en Arménie. Elle compte 217 habitants en 2009.